# Латинско царство
Латинско царство је била држава коју су основали крсташи након што су  1204. године заузели Цариград, током IV крсташког похода на простору некадашњег Византијског царства. Оно се сматрало директним наследником Римског царства и њему су дејуре биле подложне све друге крсташке државе, настале 1204. године.
Први цар Латинског царства био је Балдуин I Фландријски, један од вођа IV крсташког похода, који је 16. маја 1204. године био проглашен за новог римског цара под именом Балдуин I.
Царство је у почетку имало успеха и среће у борби против тзв. Никејског царства на простору Мале Азије и у борбама са Калојаном (1197—1207) и Бугарима, поготово током владавине цара Хенрика Фландријског (регент 1205—1206, цар 1206—1216). Међутим, после његове смрти, царство је током времена ослабило услед сталних борби на свим странама и недостатка војне и финансијске подршке са Запада. Удружене никејско-бугарске снаге пробале су да 1236. године освоје Цариград, али је град уз помоћ млетачке флоте издржао опсаду. До краја 1247. године никејске снаге су заузеле скоро целокупне поседе Латинског царства и свеле га на Цариград са непосредном околином који се одржавао највише захваљујући градским бедемима, а сам Балдуин II био је приморан да преда Млечанима свог сина јединца Филипа као залог за новчани зајам.
Последњи покушај латинских царева да се одбране одиграо се у јесен 1259. године у Пелагонијској низији. Тада су снаге никејског регента Михајла (VIII) Палеолога (регент 1258—1261, цар 1261—1282) предвођене његовим братом Јованом у тзв. Пелагонијској бици потукле бројније удружене снаге:
- латинског цара Балдуина II (1228—1261, у егзилу 1261—1273)
- сицилијанског краља Манфреда (1258—1266)
- српског краља Уроша I (1243—1276)
- епирског деспота Михајла II (око 1237—1271)
- ахајског кнеза Вилијама II Вилердена (1246—1278)

Латинско царство престало је да постоји 25. јула 1261. године када је Алексије Стратигопул освојио Цариград, а последњи латински цар Балдуин II је побегао из града.

## Историја

### Стварање Латинског царства
По договору између крсташа територија Византинског царства подељена је на основу договора, потписаног 1. октобра 1204. Partitio terrarum imperii Romanie, три осмине територија, међу њима и Крит и остала острва - припали су Млетачкој републици. На осталој територији основане су вазалске државе: Солунска краљевина, Ахајска кнежевина, Атинско војводство, Војводство Наксос и 
творевине кратког века Никејско војводство (само титуларно), Филипољско војводство и Филаделфијско војводство (само титуларно).
Врховни заповедници крсташке војске Балдуин I, Бонифације од Монтферата и Млетачки дужд Енрико Дандоло су за себе задржали најбогатије територије Византије тако да је први постао цар Латинског царства, други краљ Солунског краљевства (под чију власт спадају крсташка војводства у Грчкој) и Млетачка република која је добила 3/8 територија царства (пре свега острва). Приближно три године касније сва три тријумфанта су била мртва. Прва два су погинула у две различите битке с Бугарским царством, а дужд је умро од напора након бега из битке с Бугарима код Хадријанопоља 1205. године, што је довело до распада првобитне војне организације Латинског царства и његових војних планова за освајање преосталих слободних византских покрајина.
И поред тога добар део некадашњих територија Византинског царства био је под контролом супарничких кнежевина предвођених византијским Грцима попут, Епирске деспотовине, Никејског царства и Трапезунтског царства.

### Царство у Малој Азији
Прве војне акције крсташа у Малој Азији, биле су необично успешне и ускоро је готово цела Битинија била у крсташким рукама до 1205. године. Успеси крсташа су се наставили тако да је 1207. године потписано примирје с новоустоличеним царем Теодором I из Никејског царства.
Латини су наставили да нижу победе, тако су победили никејске снаге у бици на реци Риндакос у октобру 1211. године, а након потписивања Мира из Нимфеума 1214. крсташима је припала већина територија Битиније и Мизије.
Овај мир потрајао је до 1222. године, и од те године се опоравља војна моћ Никејског царства и оно постаје довољно јако да се супростави Латинском царству, које је ионако слабило у сталним борабама које је водило у свом европском делу. У пресудној бици код Поеманенума, која се збила 1224. године, Латинско царство је поражено и морало је да препусти све своје азијске поседе Никејском царству, осим уског појаса уз град Константинопољ.
Последњи латински поседи пали су у руке Никејског царства 1235. године.

### Царство у Европи
За разлику од Азије где се Латинско царство борило са, у почетку врло слабим, Никејским царством у Европи се суочило са врло снажним непријатељима, пре свега Другим бугарским царством цара Калојана. За време битке код Хадријанопоља која се одвила 14. априла 1205, латинска коњица упала је у заседу Калојанових снага и потучена је до ногу. Цар Балдуин је заробљен и одведен је у тадашњу бугарску престолницу Трново где је утамничен до смрти 1205. године.
На срећу новог цара Латинског царства, Хенрика Фландријског, бугарски цар Калојан убијен је након пар година (1207) за време опсаде Солуна. Након тога Бугари су губили битку за битком и морали су да врате већину освојених територија Тракије. Године 1210. године, стање с Бугарима се поправило удајом бугарске принцезе (Калојанове кћери) Марије за Хенрика Фландријског.
У исто време Михајло I Комнин праунук византског цара Алексија I Комнина који је прво ушао у службу Латинског царства се буни и оснива државу имена Епирска деспотовина (1205), која ће почети да угрожава вазалне државе Латинског царства Солунску краљевину и Атинско војводство. Хенрик је захтевао његову предају, што је Михајло предвидео те је дао своју кћер за жену за његовог брата Еустација у лето 1209. године. Ова женидба и нови савез омогућио је Хенрику да организује војне походе на Македонију, Тесалију и Средишњу Грчку против побуњеника, пре свега против ломбардијског владара Солунског краљевства. Али када је поред помоћи Михајло  Комнен напао на Солун, Хенрик му је 1210. године притекао у помоћ и Михајло I се морао повући на север и прекинути напад.
Михајло I Комнен је умро 1214. године. Његов наследник Теодор Комнен Дука се зарекао да ће освојити Солун. Хенрик је умро 11. јуна 1216, док је надгледао поправку зидина Солуна, њега је наследио Петар II Куртене, којег је већ следеће године заробио и погубио Теодор Комнен Дука. Петрова наследница на престолу, Јоланда Фландријска, управљала је царством из Константинопола све до 1221. године кад је њен син Роберт  Куртене крунисан за цара.
Оптерећен обновљеним ратом са Никејским царством, и стално молећи и очекујући помоћ од папе Хонорија III и француског краља Филипа , Латинско царство није било у стању да спречи коначни пад Солунског краљевства под Епира 1224. године. Епирска војска заузела је Тракију током 1225-26, и избила пред Константинопол. Тад је Латинско царство спашено од Теодора захваљујући војној помоћи бугарског цара Јована Асена II, и примирје је закључено 1228. године.

## Вазалне земље Латинског царства
Према подели Византијског царства после слома Цариграда 1204. године, на том простору створено је неколико крсташких (латинских) држава које су de jure биле вазали Латинског царства, иако у ствари та веза обично није постојала.
Те државе су биле:
- Солунска краљевина (постојала од 1204. до 1224. године)
  - Атинско војводство (постојало од 1205. до 1458. године и било је у вазалним односима са Солунском краљевином (до 1224) и Ахајском кнежевином, а преко њих и са Латинским царством)
- Ахајска кнежевина (постојала од 1205. до 1432. године)
- Војводство Наксос или Војводство архипелага (постојало од 1207. до 1579. године)
- Никејско војводство (постојало од 1204. до 1205. године)
- Филипољско војводство (постојало од 1204. до 1205. године)
- Филаделфијско војводство (постојало врло кратко)

## Списак латинских царева

### Латински цареви у Цариграду
- Балдуин I Фландријски (1204—1205)
- Хенрик Фландријски (регент 1205—1206, цар 1206—1216), брат Балдуина I
- Петар Куртене (1216—1217), муж Јоланде сестре Балдуина I и Хенрика
- Јоланда (Фландријска) Куртене (1217—1219), сестра Балдуина I и Хенрика
- Роберт I Куртене (1219—1228), син Петра и Јоланде, овенчан 1221. године
- Балдуин II Куртене (1228—1261), син Петра и Јоланде и брат Роберта I, овенчан 1240. године
  - Јован Бријен, таст Балдуина II, сувладар (1229—1237)

### Титуларни латински цареви у егзилу
- Балдуин II Куртене (1261—1273)
- Филип I Куртене (1273—1283), син Балдуина II
- Катарина I (Куртене) Валоа (1283—1308), ћерка Филипа I
- Шарл Валоа (1301—1308), супруг Катарине I
- Катарина II (Валоа) Тарентска (1308—1346), ћерка Катарине I и Шарла
- Филип II Тарентски (1313—1332), супруг Катарине II
- Роберт II Тарентски (1346—1364), син Катарине II и Филипа II
- Филип III Тарентски (1364—1373), син Катарине II и Филипа II и брат Роберта II
- Џејмс од Боа (1373—1383), нећак Филипа III

Џејмс је своју титулу пренео на војводу Луја I Анжујског (1356—1384) који је био титуларни краљ Напуља и Јерусалима, али је овај никада није користио, као и његови наследници.